# Chiens de Mer
Pour les articles homonymes, voir Chien de mer.

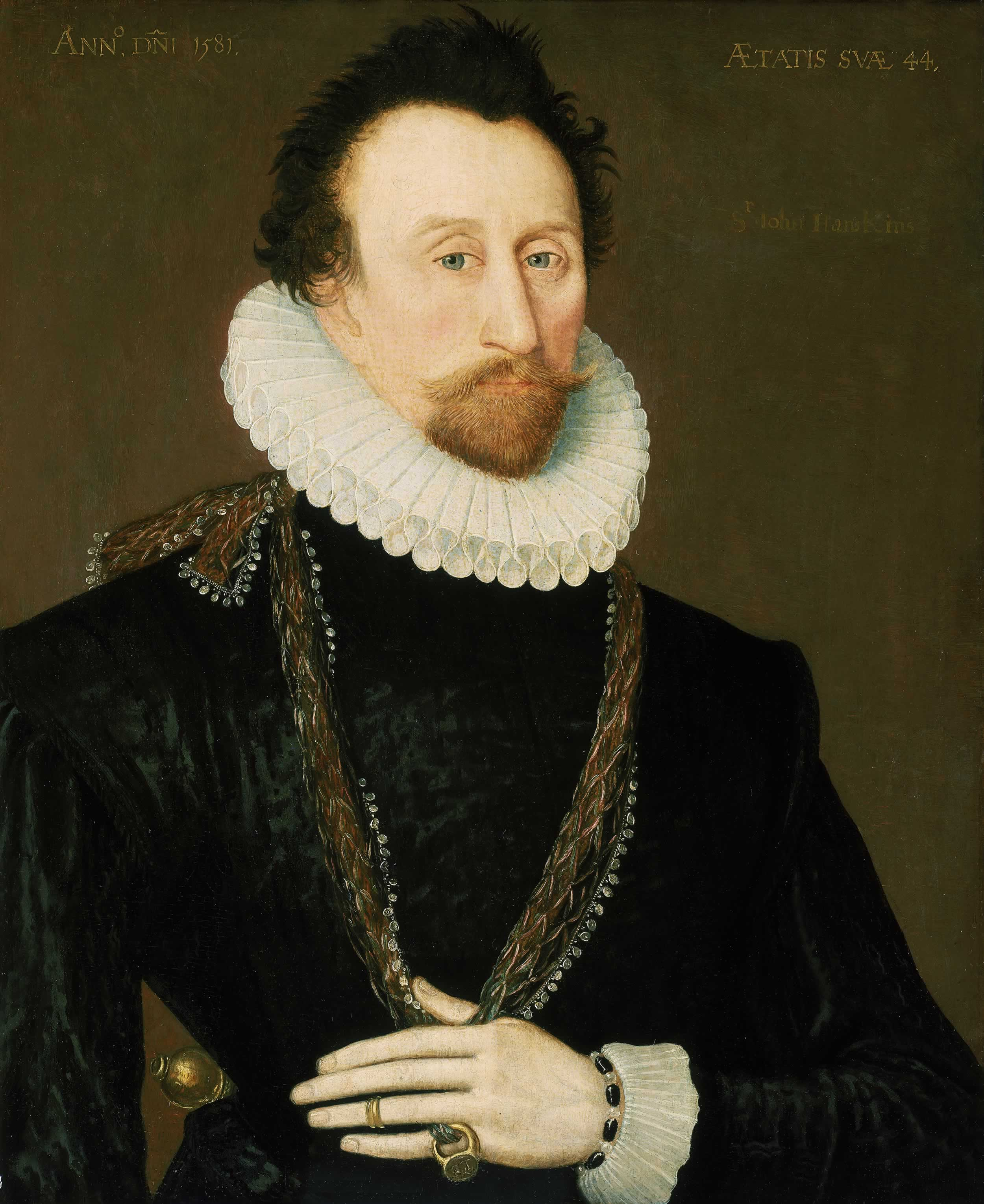
John Hawkins était l'un des leaders des Chiens de Mer dans les années 1560.

Les Chiens de Mer (Sea Dogs) sont des aventuriers anglais, ou des pirates, à l'époque de la reine Élisabeth Ire d'Angleterre. Ils furent actifs de 1560 à 1605.
Dans les années 1560, John Hawkins était le leader des Chiens de Mer et principalement occupé à attaquer le commerce espagnol dans la mer des Caraïbes. Les Chiens de Mer ne dédaignaient pas non plus de s'adonner à la traite négrière.
Sir Francis Drake était aussi un membre des Chiens de Mer, menant des raids contre le commerce espagnol et allant jusqu'à l'actuelle San Francisco sur la côte Pacifique. Il conduisit aussi la seconde expédition autour du monde.
Parmi les membres des Chiens de Mer, on trouve les noms de Walter Raleigh, Thomas Cavendish, Humphrey Gilbert et Martin Frobisher.
Après 1604, et la paix avec l'Espagne, nombre de Chiens de Mer continuèrent leurs activités en devenant pirates, en particulier chez les Barbaresques, donnant naissance à la piraterie anglo-turque, au grand embarras de la Couronne britannique,.